# Андрей Шенье
«Андре́й Шенье́» — стихотворение Александра Сергеевича Пушкина, написанное в мае — июне 1825 года в Михайловском. Посвящено Николаю Раевскому.
Предметом стихотворения является судьба французского поэта Андре Шенье (1762—1794), казнённого якобинцами по подозрению в участии в роялистском заговоре. Значительная часть стихотворения написана от лица самого Шенье; прямая речь автора включает обоснование выбора темы в начале стихотворения и описание последних минут жизни поэта в финале. Стихотворение имеет сложную ритмическую и строфическую конструкцию: всё оно написано ямбом, однако размер неоднократно меняется на протяжении текста.
По мнению видного пушкиниста Т. Г. Цявловской,

«Андрей Шенье» — одно из важнейших автобиографических стихотворений Пушкина, сближавшего свою судьбу гонимого тираном поэта с судьбой Андрея Шенье.— 
.